# FAI Cup 2022
La FAI Cup 2022, denominata Extra.ie FAI Cup per ragioni di sponsorizzazione, è la 99ª edizione della competizione, iniziata il 22 aprile 2022, terminerà il 13 novembre dello stesso anno. Il St Patrick's è la squadra campione in carica.

## Formula del torneo
| Turno             | Incontri | Squadre | Entrano a questo turno                                                                                            | Date              |
| ----------------- | -------- | ------- | --- | ----------------- |
| Turno preliminare | 6        | 38 → 32 | 12 squadre di Leinster Senior League, Munster Senior League e Ulster Senior League                                | 22-23 aprile 2022 |
| Primo turno       | 16       | 32 → 16 | 19 squadre di League of Ireland 7 squadre di Leinster Senior League, Munster Senior League e Ulster Senior League | 31 luglio 2022    |
| Secondo turno     | 8        | 16 → 8  | – | 28 agosto 2022    |
| Quarti di finale  | 4        | 8 → 4   | – | 18 settembre 2022 |
| Semifinali        | 2        | 4 → 2   | – | 16 ottobre 2022   |
| Finale            | 1        | 2 → 1   | – | 13 novembre 2022  |

## Turno preliminare
| Squadra 1             | Risultato | Squadra 2          |
| --------------------- | --------- | ------------------ |
| 22 aprile 2022        |           |                    |
| Usher Celtic          | 1 – 0     | St. Francis        |
| 23 aprile 2022        |           |                    |
| Villa                 | 2 – 0     | Inchicore Athletic |
| 24 aprile 2022        |           |                    |
| Killester Donnycarney | 2 – 0     | Carrigaline United |
| Pike Rovers           | 1 – 0     | Everton AFC        |
| Bluebell Utd          | 3 – 1     | Rockmount          |
| 8 maggio 2022         |           |                    |
| Liffey Wanderers      | 0 – 1     | Salthill Devon     |

## Primo turno
Il sorteggio è stato effettuato il 21 giugno 2022.
| Squadra 1           | Risultato       | Squadra 2             |
| ------------------- | --------------- | --------------------- |
| 29-31 luglio 2022   |                 |                       |
| Cobh Ramblers       | 0 – 1           | Cork City             |
| Treaty United       | 5 – 0           | Usher Celtic          |
| Salthill Devon      | 2 – 2 (5-6 dtr) | Malahide United       |
| Sligo Rovers        | 1 – 2 (dts)     | Wexford Youths        |
| Dundalk             | 4 – 0           | Longford Town         |
| Lucan United        | 3 – 0           | Killester Donnycarney |
| Bonagee United      | 6 – 0           | Pike Rovers           |
| Derry City          | 7 – 0           | Oliver Bond           |
| UCD                 | 3 – 0           | Cockhill Celtic       |
| Drogheda Utd        | 5 – 1           | Athlone Town          |
| St Patrick's        | 2 – 3           | Waterford             |
| Finn Harps          | 1 – 3           | Bohemians             |
| Bray Wanderers      | 0 – 3           | Shelbourne            |
| Bangor Celtic       | 0 – 4           | Shamrock Rovers       |
| Bluebell Utd        | 0 – 7           | Galway United         |
| Maynooth University | 2 – 1           | Villa                 |

## Secondo turno
Il sorteggio è stato effettuato il 2 agosto 2022
| Squadra 1           | Risultato   | Squadra 2       |
| ------------------- | ----------- | --------------- |
| 26 agosto 2022      |             |                 |
| Derry City          | 2 – 0       | Cork City       |
| Galway Utd          | 2 – 3       | UCD             |
| Lucan United        | 0 – 2       | Bohemians       |
| Wexford Youths      | 2 – 3 (dts) | Dundalk         |
| Bonagee United      | 0 – 4       | Shelbourne      |
| 27 agosto 2022      |             |                 |
| Malahide United     | 0 – 6       | Waterford       |
| Maynooth University | 0 – 3       | Treaty United   |
| 28 agosto 2022      |             |                 |
| Drogheda Utd        | 1 – 2 (dts) | Shamrock Rovers |

## Quarti di finale
Il sorteggio è stato effettuato il 30 agosto 2022
| Squadra 1         | Risultato   | Squadra 2       |
| ----------------- | ----------- | --------------- |
| 16 settembre 2022 |             |                 |
| Treaty United     | 4 – 1       | UCD             |
| Waterford         | 3 – 2       | Dundalk         |
| 18 settembre 2022 |             |                 |
| Shelbourne        | 3 – 0       | Bohemians       |
| Derry City        | 3 – 1 (dts) | Shamrock Rovers |

## Semifinali
Il sorteggio è stato effettuato il 18 settembre 2022
| Squadra 1       | Risultato | Squadra 2     |
| --------------- | --------- | ------------- |
| 16 ottobre 2022 |           |               |
| Derry City      | 2 – 1     | Treaty United |
| Waterford       | 0 – 1     | Shelbourne    |

## Finale
| Arbitro: | Damien McGrath |

|                                                       |           |  |
| McGonigle 18’ McJannett 35’, 61’ McEneff 90+2’ (rig.) | Marcatori |  |